# Заговорщики
Заговорщики (англ. Cabal) — вымышленная команда, состоящая из суперзлодеев и антигероев Marvel Comics. Заговорщики являются центральными персонажами серии комиксов Dark Reign.

## Состав
По окончании вторжения скруллов, Норман Озборн, раннее широко известный как суперзлодей Зелёный гоблин, был назначен директором антитеррористической организации Щ.И.Т. (которую он реформировал в М.О.Л.О.Т.), за публичное убийство королевы Веранке. Он сформировал тайную группу, которая могла бы управлять миром из тени, как в своё время делали Иллюминаты. По словам сценариста Брайана Майкла Бендиса, каждый участник Заговорщиков олицетворяет зеркальное отражение соответствующего члена Иллюминатов:
- Норман Озборн в качестве Тони Старка (который на данный момент находился в бегах, потерял свою компанию и поддержку друзей) предприниматель, работающий с правительством. Также имеет в распоряжении могущественного союзника, обеспечивающего ему защиту от предателей. Позднее выяснилось, что это Мрак[3].
- Доктор Дум представитель науки, как и его злейший враг Мистер Фантастик.
- Эмма Фрост выполняет роль телепата, каким был Профессор Икс. В отличие от других Заговорщиков, Фрост присоединяется к команде, чтобы заключить союз с Озборном и обеспечить защиту мутантам.
- Локи является скандинавским богом обмана. На текущий момент находится в обличье женщины. Подобно Доктору Стрэнджу искусен в магии.
- Капюшон - лидер преступности Нью-Йорка. Как и в случае с Чёрным Громом, за ним стоит армия.
- Нэмор был участником обеих команд. Изначально хочет предать Озборна, заключая союзы с Эммой Фрост и Доктором Думом.

## История
Фрост стала членом Заговорщиков, так как Озборн нужен был собственный телепат в команде; кроме того она была лидером умирающей расы мутантов, а также бывшим лидером Клуба адского огня. Дум хотел создать альянс между США и своим королевством Латверией. Капюшон планировал таким образом укрепить своё положение в Нью-Йорке. Локи жаждал подчинить Асгард, а Нэмор заключить союз с жителями поверхности. 
Как и в любой другой команде суперзлодеев, члены Заговорщиков заключали между собой сделки. Нэмор и Доктор Дум тайно работали за спиной Озборна, сформировав союз. Они условились позволить Озборну вести свою игру вплоть до того момента, пока он не оступится, после чего Дум получит контроль над поверхностью, а Нэмор укрепит своё господство в море. Моргана ле Фэй отчаянно пыталась предупредить Озборна о заговоре со стороны Дума, но тот оставался глух в броне Железного патриота.
Локи, под видом женщины, готовится поставить "трещину" в ментальной броне Нормана, чтобы ускорить его падение "с вершины вниз", используя для этой цели Могучих Мстителей. Также он заключил союз с Думом, чтобы тот помог ему одолеть Тора. Сын Сатаны, Доктор Стрэндж и Доктор Вуду объединили свои усилия, чтобы очистить Капюшона от власти Дормамму. Затем он вместе с Локи и Мадам Маской нашли Норнские камни, используя их как альтернативный источник энергии для Капюшона. Помимо этого, Нэмор и Эмма Фрост являлись членами Тёмных Людей Икс Озборна. Тем не менее, они встали на сторону своих собратьев мутантов. Озборн приказал Тёмным Мстителям и Тёмным Людям Икс принести ему голову Нэмора и сердце Эммы Фрост, при этом, чтобы Циклоп был свидетелем их убийства. 
Несмотря на то, что Заговорщики состоят в конфронтации друг с другом, для своей защиты Озборн использует имеющееся у него ресурсы М.О.Л.О.Т.а, Тёмных Мстителей, а также таинственного могущественного союзника, которым оказалась тёмная сущность Часового, Мрак. Когда Озборн окончательно теряет контроль над своей вменяемостью, он вступает в конфликт с Доктором Думом, после чего тот официально предаёт его. Заговорщики были расформированы по окончании Осады Асгарда, вследствие заключения под стражу Нормана Озборна. 

### Новые Заговорщики
Во время столкновения вселенных (оригинальной Земли-616 и Земли-1610) Нэмор собирает собственных Заговорщиков, в состав которых вошли: Танос, Максимус Безумный, Чёрный Ордер, Проксима Миднайт, Корвус Глейв, Терракс и Чёрный Лебедь, чтобы те помогли ему уничтожить другие миры. 

## Вне комиксов

### Телевидение
- Заговорщики появляются в мультсериале «Мстители, общий сбор!». В команду вошли: Красный Череп, Аттума, МОДОК, Дракула и Гиперион.

### Видеоигры
- Заговорщики появляются в игре «Marvel vs. Capcom 3: Fate of Two Worlds». В её состав вошли: Доктор Дум, Магнето, М.О.Д.О.К., Супер-Скрулл, Таскмастер и Альберт Вескер.
- Заговорщики появляются в качестве камео в конце игры «Marvel Avengers: Battle for Earth».